# Рабочий (Саратовская область)
Рабочий —посёлок в Дергачёвском районе Саратовской области в составе сельского поселения Советское муниципальное образование.

## География
Находится на расстоянии примерно 6 километр по прямой на юго-восток от районного центра поселка Дергачи.

## История
Официальная дата основания 1954 год.

## Население
Постоянное население составляло 162 человека в 2002 году (казахи 77%) , 123 в 2010.